# Стара Волинь і Волинське Полісся
Стара Волинь і Волинське Полісся. Краєзнавчий словник — від найдавніших часів до 1914 року — 2-томна енциклопедія-довідник, видана у 1984—1986 роках Товариством «Волинь» у Канаді. Праця готувалася протягом понад тридцяти років, волинським істориком, археологом і етнографом, Олександром Цинкаловським.
Видання «Стара Волинь і Волинське Полісся. Краєзнавчий словник — від найдавніших часів до 1914 року» є джерелом для вивчення історії та географії історико-географічних областей Волині і волинського Полісся. Словник містить гасла про 1442 населених пункти.

## Бібліографічний опис
Перейти до покажчика описуваних
 
речей, що починаються на:
«Стара Волинь і Волинське Полісся. Краєзнавчий словник — від найдавніших часів до 1914 року» був виданий за редакцією Михайла Подворняка і Федора Онуфрійчука у Вінніпезі (Канада) у 1984—1986 роках накладом Товариства «Волинь». Видання складалося з двох томів.
- Том перший, A — К, 1984, 601 с.
- Том другий, Л — Я, 1986, 578 с.

## Перевидання
2011 року накладом Володимир-Волинської єпархії УПЦ МП двотомник перевидано в Україні. Наклад становив декілька десятків примірників.
У 2019 році репринт видання в двох томах вийшов у видавництві «Центр навчальної літератури».